# Cadillac CT5
Cadillac CT5 — автомобілі середнього класу, що виробляються компанією Cadillac з 2019 року і прийшли на заміну Cadillac CTS.

## Опис

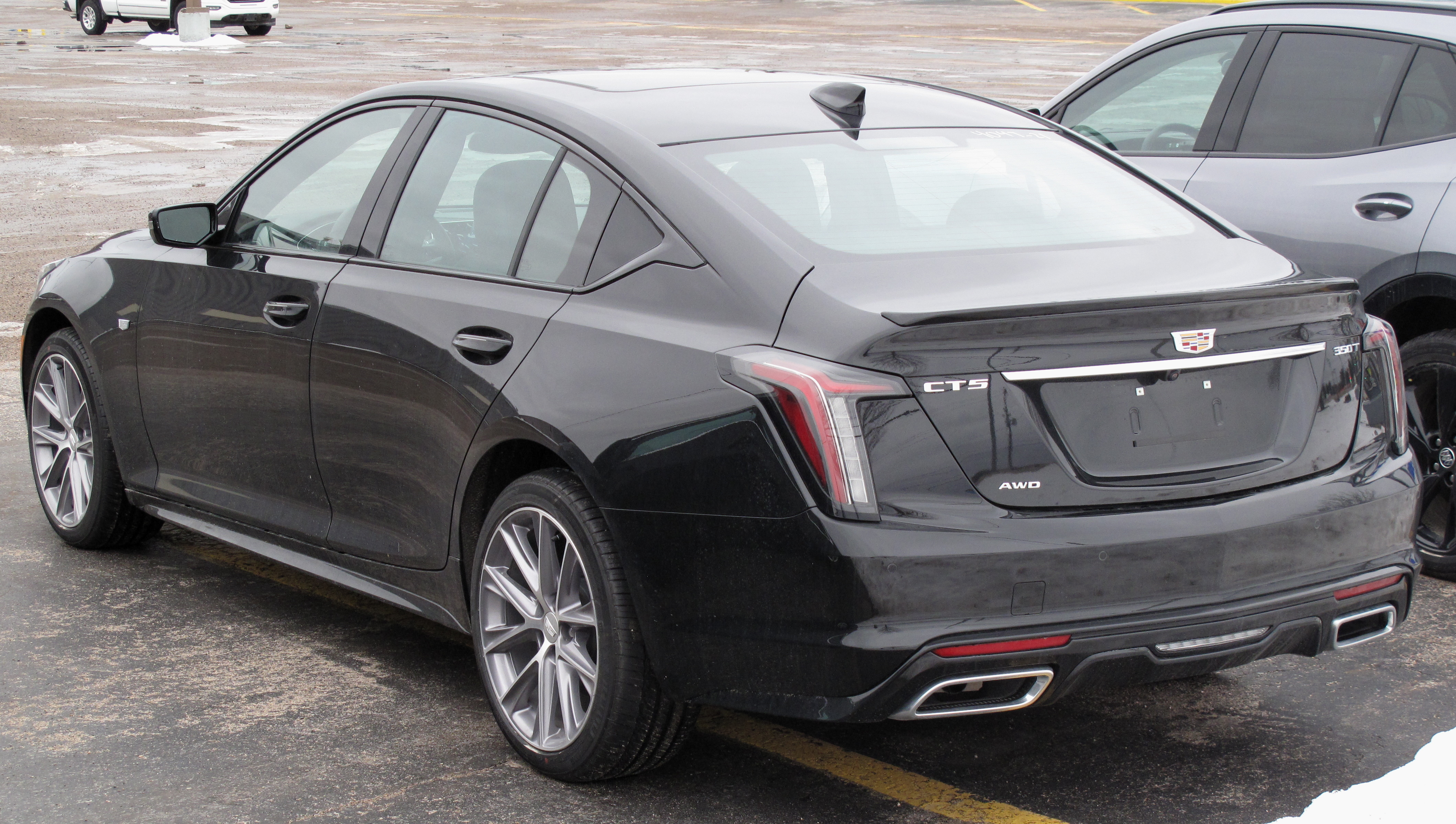
Cadillac CT5

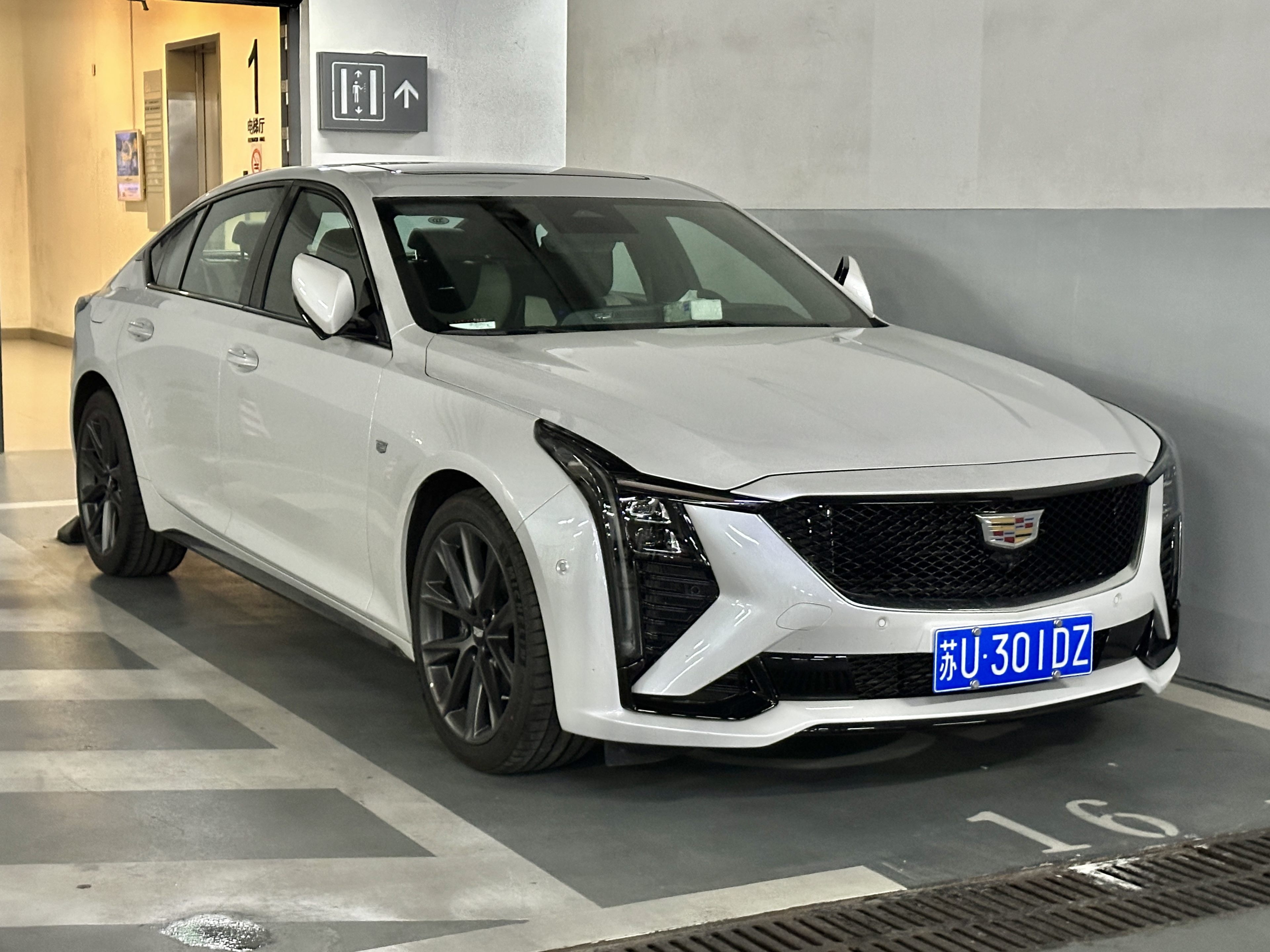
Cadillac CT5 (з 2024)

CT5 дебютував на автосалоні в Нью-Йорку 2019 року. На відміну від свого попередника, CTS та флагманського CT6, CT5 має кузов у стилі фастбек. 
Він з'явився у продажу восени 2019 року і доступний у чотирьох рівнях оздоблення (Luxury, Premium Luxury, Sport та V) з додатковою напівавтономною системою водіння Super Cruise.
Автомобіль збудовано на платформі GM Alpha 2, та пропонується з заднім або повним приводом.
Базова модель CT5 оснащається 2,0 л LSY I4 з турбонаддувом, потужністю 237 к.с. (177 кВт) при 5000 об/хв і 350 Нм крутного моменту при 1500-4000 об/хв. CT5 також пропонується в комплекті з 3-літровим двигуном LGY V6, який виробляє 335 к.с. (250 кВт) і 542 Нм крутного моменту в стандартних CT5 або 360 к.с. (268 кВт) при 5400 об/хв і 549 Нм  крутного моменту при 2350-4000 об/хв у версії CT5-V. Єдиною пропонованою коробкою передач є 10-ступінчастий автомат.
30 травня 2019 року Cadillac представив високоефективну CT5-V разом із CT4-V.
CT5 надійшов у продаж в США у четвертому кварталі 2019 року із початковою ціною 36 895 доларів. У Канаді початкова ціна становить 41 998 доларів.

## Двигуни
- 2.0 L LSY turbo I4
- 3.0 L LGY twin turbo V6
- 6.2 L LT4 supercharged V8 (Blackwing)